# مونتاگو استاپفورد
مونتاگو استاپفورد (انگلیسی: Montagu Stopford؛ ۱۶ نوامبر ۱۸۹۲ – ۱۰ مارس ۱۹۷۱) فرمانده نظامی اهل بریتانیا بود. وی برندهٔ جوایزی همچون صلیب نظامی شده‌است.